# Zimbabwe aux Jeux olympiques d'été de 2016
Le Zimbabwe participe aux Jeux olympiques d'été de 2016 à Rio de Janeiro au Brésil du 5 août au 21 août. Il s'agit de sa 13e participation à des Jeux d'été.

## Athlétisme
| Athlète           | Épreuve         | Séries  | Séries | Demi-finales | Demi-finales | Finale          | Finale  |
| Athlète           | Épreuve         | Temps   | Rang   | Temps        | Rang         | Temps           | Rang    |
| ----------------- | --------------- | ------- | ------ | ------------ | ------------ | --------------- | ------- |
| Gabriel Mvumvure  | 100 m hommes    | 10 s 28 | 7e     | Éliminé      | Éliminé      | Éliminé         | Éliminé |
| Tatenda Tsumba    | 200 m hommes    | 21 s 04 | 6e     | Éliminé      | Éliminé      | Éliminé         | Éliminé |
| Wirimai Juwawo    | Marathon hommes | NC      | NC     | NC           | NC           | Abandon         | -       |
| Pardon Ndhlovu    | Marathon hommes | NC      | NC     | NC           | NC           | 2 h 17 min 48 s | 41e     |
| Cuthbert Nyasango | Marathon hommes | NC      | NC     | NC           | NC           | 2 h 18 min 58 s | 58e     |

### Femme
| Athlètes        | Compétitions | Séries | Séries | Demi-finales | Demi-finales | Finale          | Finale |
| Athlètes        | Compétitions | Temps  | Rang   | Temps        | Rang         | Temps           | Rang   |
| --------------- | ------------ | ------ | ------ | ------------ | ------------ | --------------- | ------ |
| Rutendo Nyahora | Marathon     | NC     | NC     | NC           | NC           | 2 h 47 min 32 s | 92e    |

## Aviron
Légende: FA = finale A (médaille) ; FB = finale B (pas de médaille) ; FC = finale C (pas de médaille) ; FD = finale D (pas de médaille) ; FE = finale E (pas de médaille) ; FF = finale F (pas de médaille) ; SA/B = demi-finales A/B ; SC/D = demi-finales C/D ; SE/F = demi-finales E/F ; QF = quarts de finale; R= repêchage
| Athlète             | Compétition  | Séries        | Séries | Repêchage     | Repêchage | Quarts de finale | Quarts de finale | Demi-finales  | Demi-finales | Finale        | Finale |
| Athlète             | Compétition  | Temps         | Rang   | Temps         | Rang      | Temps            | Rang             | Temps         | Rang         | Temps         | Rang   |
| ------------------- | ------------ | ------------- | ------ | ------------- | --------- | ---------------- | ---------------- | ------------- | ------------ | ------------- | ------ |
| Andrew Peebles      | Skiff hommes | 7 min 25 s 39 | 5 R    | 7 min 17 s 19 | 3 SE/F    | exempté          | exempté          | 7 min 45 s 20 | 1 FE         | 7 min 43 s 98 | 25     |
| Micheen Thornycroft | Skiff femmes | 8 min 18 s 88 | 2 QF   | exemptée      | exemptée  | 7 min 34 s 38    | 2 SA/B           | 8 min 00 s 53 | 5 FB         | 7 min 30 s 57 | 11     |

## Équitation
Le Zimbabwe inscrit un cavalier de concours complet dans la compétition équestre olympique grâce à une arrivée en tête de l'Afrique et du Moyen-Orient au classement olympique individuel FEI. C'est le début olympique de la nation dans le sport équestre.

### Concours complet
| Athlète        | Cheval   | Épreuve    | Dressage  | Dressage | Cross-country | Cross-country | Cross-country | Saut d'obstacles | Saut d'obstacles | Saut d'obstacles | Saut d'obstacles | Saut d'obstacles | Saut d'obstacles | Total     | Total |
| Athlète        | Cheval   | Épreuve    | Dressage  | Dressage | Cross-country | Cross-country | Cross-country | Qualifié         | Qualifié         | Qualifié         | Finale           | Finale           | Finale           | Total     | Total |
| Athlète        | Cheval   | Épreuve    | Pénalités | Rang     | Pénalités     | Total         | Rang          | Pénalités        | Total            | Rang             | Pénalités        | Total            | Rang             | Pénalités | Rang  |
| -------------- | -------- | ---------- | --------- | -------- | ------------- | ------------- | ------------- | ---------------- | ---------------- | ---------------- | ---------------- | ---------------- | ---------------- | --------- | ----- |
| Camilla Kruger | Biarritz | Individuel | 59.40 #   | 61       |               | 40.40         | 28            | 12.00            |                  | 38               | Non qualifié     | Non qualifié     | Non qualifié     | 111.80    | 35    |

## Football

### Tournoi féminin
L'équipe du Zimbabwe féminine de football gagne sa place pour les Jeux lors du tournoi qualificatif de la Confédération africaine de football. Classée 95e nation au classement FIFA au 25 mars 2016, elle est mise dans le chapeau 4 lors du tirage au sort. Elle est finalement placée dans le groupe F, en compagnie de l'Allemagne, de l'Australie et du Canada.
Matchs de poule
| 3 août 2016       | Zimbabwe | 1 - 6   | Allemagne | | |
| 18h00 (UTC−03:00) | Kudakwashe Basopo 50e | (0 - 2) | 22e Sara Däbritz · 36e Alexandra Popp · 53e 78e Melanie Behringer · 83e Melanie Leupolz · 90e (csc) Eunice Chibanda                              | Arena Corinthians, São Paulo Arbitrage : Rita Gani Arbitres assistants : Allyson Flynn Naomi Teshirogi Quatrième arbitre : Lucia Venegas | Arena Corinthians, São Paulo Arbitrage : Rita Gani Arbitres assistants : Allyson Flynn Naomi Teshirogi Quatrième arbitre : Lucia Venegas |
| 18h00 (UTC−03:00) | Rapport |         | | Arena Corinthians, São Paulo Arbitrage : Rita Gani Arbitres assistants : Allyson Flynn Naomi Teshirogi Quatrième arbitre : Lucia Venegas | Arena Corinthians, São Paulo Arbitrage : Rita Gani Arbitres assistants : Allyson Flynn Naomi Teshirogi Quatrième arbitre : Lucia Venegas |
| 18h00 (UTC−03:00) | Magwede (), Mutokuto, Makoto 41e, Majika 77e, Msipa ( 81e Kaitano), Mandaza, Neshamba ( 46e Muzongondi), Nyaumwe, Chibanda, Makore 90+1e, Basopo ( 81e Jeke) | Équipes | Schult (), Bartusiak, Maier, Krahn, Laudehr ( 19e Leupolz), Behringer, Popp, Marozsán, Mittag ( 65e Goeßling), Däbritz, Kerschowski ( 72e Kemme) | Arena Corinthians, São Paulo Arbitrage : Rita Gani Arbitres assistants : Allyson Flynn Naomi Teshirogi Quatrième arbitre : Lucia Venegas | Arena Corinthians, São Paulo Arbitrage : Rita Gani Arbitres assistants : Allyson Flynn Naomi Teshirogi Quatrième arbitre : Lucia Venegas |

| 6 août 2016       | Canada | 3 - 1   | Zimbabwe | | |
| 15h00 (UTC−03:00) | Janine Beckie 7e 35e · Christine Sinclair 19e (pen.) | (3 - 0) | 86e Mavis Chirandu | Arena Corinthians, São Paulo Spectateurs : 30 295 Arbitrage : Olga Miranda Arbitres assistants : Mariana de Almeida Yoleida Lara Quatrième arbitre : Teodora Albon | Arena Corinthians, São Paulo Spectateurs : 30 295 Arbitrage : Olga Miranda Arbitres assistants : Mariana de Almeida Yoleida Lara Quatrième arbitre : Teodora Albon |
| 15h00 (UTC−03:00) | Rapport |         | | Arena Corinthians, São Paulo Spectateurs : 30 295 Arbitrage : Olga Miranda Arbitres assistants : Mariana de Almeida Yoleida Lara Quatrième arbitre : Teodora Albon | Arena Corinthians, São Paulo Spectateurs : 30 295 Arbitrage : Olga Miranda Arbitres assistants : Mariana de Almeida Yoleida Lara Quatrième arbitre : Teodora Albon |
| 15h00 (UTC−03:00) | D'Angelo () · Buchanan 59e · Quinn · Matheson ( 63e Chapman) · Bélanger 80e · Lawrence · Sinclair · Schmidt · Tancredi ( 61e Rose) · Beckie · Fleming 58e ( 70e Prince) | Équipes | Dzingirai () 19e · Makoto · Majika · Msipa · Mandaza · Kapfumvuti · Nyaumwe · Chibanda · Makore ( 79e Kaitano) · Basopo ( 88e Jeke) · Muzongondi ( 68e Chirandu) | Arena Corinthians, São Paulo Spectateurs : 30 295 Arbitrage : Olga Miranda Arbitres assistants : Mariana de Almeida Yoleida Lara Quatrième arbitre : Teodora Albon | Arena Corinthians, São Paulo Spectateurs : 30 295 Arbitrage : Olga Miranda Arbitres assistants : Mariana de Almeida Yoleida Lara Quatrième arbitre : Teodora Albon |

| 9 août 2016         | Australie                                                                                | 6 - 1   | Zimbabwe               |                                             |                                             |
| 16 h 00 (UTC−03:00) | Lisa De Vanna 2e · Clare Polkinghorne 15e · Alanna Kennedy 37e · Michelle Heyman 55e 66e | (3 - 0) | 90+1e Emmaculate Msipa | Itaipava Arena Fonte Nova, Salvador (Bahia) | Itaipava Arena Fonte Nova, Salvador (Bahia) |

| Rang | Équipe    | Pts | J | G | N | P | Bp | Bc | Diff |
| ---- | --------- | --- | - | - | - | - | -- | -- | ---- |
| 1    | Canada    | 9   | 3 | 3 | 0 | 0 | 7  | 2  | +5   |
| 2    | Allemagne | 4   | 3 | 1 | 1 | 1 | 9  | 5  | +4   |
| 3    | Australie | 4   | 3 | 1 | 1 | 1 | 8  | 5  | +3   |
| 4    | Zimbabwe  | 0   | 3 | 0 | 0 | 3 | 3  | 15 | -12  |

     Équipes qualifiées ; Pts = points ; J = joués ; G = gagnés ; N = nuls ; P = perdus ;

Bp = buts pour ; Bc = buts contre ; Diff = différence de buts.

## Natation
| Athlète   | Épreuve          | Séries  | Séries | Demi-finales | Demi-finales | Finale  | Finale  |
| Athlète   | Épreuve          | Temps   | Rang   | Temps        | Rang         | Temps   | Rang    |
| --------- | ---------------- | ------- | ------ | ------------ | ------------ | ------- | ------- |
| Sean Gunn | 100 m nage libre | 50 s 87 | 48e    | Éliminé      | Éliminé      | Éliminé | Éliminé |

| Athlète         | Épreuve   | Séries       | Séries | Demi-finales | Demi-finales | Finale       | Finale  |
| Athlète         | Épreuve   | Temps        | Rang   | Temps        | Rang         | Temps        | Rang    |
| --------------- | --------- | ------------ | ------ | ------------ | ------------ | ------------ | ------- |
| Kirsty Coventry | 100 m dos | 1 min 0 s 13 | 11e    | 1 min 0 s 26 | 11e          | Éliminé      | Éliminé |
| Kirsty Coventry | 200 m dos | 2 min 8 s 91 | 9e     | 2 min 8 s 83 | 6e           | 2 min 8 s 80 | 6e      |

## Tir
| Athlète        | Compétition | Qualification | Qualification | Finale  | Finale  |
| Athlète        | Compétition | Points        | Rang          | Points  | Rang    |
| -------------- | ----------- | ------------- | ------------- | ------- | ------- |
| Sean Nicholson | Double trap | 119           | 19e           | Éliminé | Éliminé |

## Tir à l'arc
| Athlète          | Compétition       | Tour préliminaire | Tour préliminaire | 1er tour                    | 2e tour          | 3e tour          | Quarts de finale | Demi-finales     | Finale           | Finale |
| Athlète          | Compétition       | Score             | Rang              | Adversaire Score            | Adversaire Score | Adversaire Score | Adversaire Score | Adversaire Score | Adversaire Score | Rang   |
| ---------------- | ----------------- | ----------------- | ----------------- | --------------------------- | ---------------- | ---------------- | ---------------- | ---------------- | ---------------- | ------ |
| Gavin Sutherland | Individuel hommes | 566               | 64e               | Battu par Kim Woo-jin 0 - 6 | non qualifié     | non qualifié     | non qualifié     | non qualifié     | non qualifié     | 33e    |